# Summer Time Rendering
Summer Time Rendering (яп. サマータイムレンダ, Гепберн: Samā Taimu Renda) — японська манґа, написана та проілюстрована Ясукі Танакою. Манґа випускалась в цифровому журналі Shueisha Shōnen Jump+ з жовтня 2017 року по лютий 2021 року. Прем'єра аніме-телесеріалу OLM відбулася в квітні 2022 року. Також було анонсовано живу адаптацію та гру.

## Сюжет
Після смерті своїх батьків Шімпей Аджіро ріс у будинку друга сім'ї, разом із сестрами Кофуне Ушіо та Міо. До початку історії, він жив у Токіо, проте в один день йому приходить звістка про смерть Ушіо, через що хлопець повертається на невеликий острів, де провів своє дитинство. На острові Шімпей дізнається про причину смерті дівчини, та про дивні сліди на шиї дівчини, через що хлопець починає розслідувати те, як насправді померла дівчина. Також хлопець дізнається про міську легенду про Тіней, істот що копіюють людей та займають їхні місця, і про те, що перед смертю Ушіо бачила свою тінь. В один з днів він зустрічає дивне створіння що виглядає як і Міо, проте точно не є нею. Істота вбиває хлопця, проте він прокидається в дорозі до острова, тим самим показуючи Шімпею його здатність подорожувати назад в часі.

## Персонажі
Шімпей Аджіро (яп. 網代 慎平, Гепберн: Ajiro Shinpei)
Сейю: Ханае Нацукі
Добрий підліток Шімпей повертається на маленький острів, щоб відвідати похорон своєї прийомної сестри, а потім дізнається про дивні події на цьому острові. Коли він зустрічається з Тінями, він усвідомлює свою здатність подорожувати в часі назад до дня 22 липня після смерті.
Ушіо Кофуне (яп. 小舟 潮, Гепберн: Kofune Ushio)
Сейю: Наґасе Анна
Нахабна прийомна сестра Шімпея, яка нібито потонула, рятуючи Шіорі.
Міо Кофуне (яп. 小舟 澪, Гепберн: Kofune Mio)
Сейю: Шірасу Сахо
Сором'язлива молодша сестра Ушіо, яка закохана в Шімпея.
Хідзуру Мінаката (яп. 南方 ひづる, Minakata Hizuru) / Рюносуке Нагумо (яп. 南雲 竜之介, Nagumo Ryūnosuke)
Сейю: Хікаса Йоко
Таємнича жінка, яка прибуває на острів на тому ж поромі, що й Шімпей. Вони зустрічаються кілька разів під час їх окремих досліджень острова. Вона навчена бойова жінка, здатна вбивати Тіней.
Рюносуке Мінаката (яп. 南方 竜之介, Гепберн: Minakata Ryūnosuke)
Сейю: Сампей Юко
Молодший Брат-близнюк Хідзуру, якого вбили 14 років тому. Зараз він живе в тілі своєї старша сестри як друга особистість і проявляється щоразу, коли це необхідно.
Со Хішіґата (яп. 菱形 窓, Гепберн: Hishigata Sō)
Сейю: Оно Кеншьо
Найкращий друг Шімпея на острові, який закоханий у Міо.
Тецу Тоцумура (яп. 凸村 哲, Гепберн: Totsumura Tetsu)
Сейю: Уеда Йоджі
Місцевий і єдиний офіцер поліції на острові, недолугий Тоцумура також є родичем родини Кофуне.
Ґінджіро Незу (яп. 根津 銀次郎, Гепберн: Nezu Ginjirō)
Сейю: Ураяма Джін
Літній мешканець острова і союзник Хіздуру проти зростаючого конфлікту на острові.
Токіко Хішігата (яп. 菱形 朱鷺子, Гепберн: Hishigata Tokiko)
Сейю: Кавасе Макі
Молодша сестра Со і близька подруга Міо.
Алан Кофуне (яп. 小舟 アラン, Гепберн: Kofune Aran)
Сейю: Ґенда Тешшьо
Батько Ушіо і Міо, а також прийомний батько Шімпея.
Сейдо Хішігата (яп. 菱形 青銅, Гепберн: Hishigata Seidō)
Сейю: Оцука Акі
Батько Со і Токіко, місцевий лікар і коронер.
Масахіто Карікірі (яп. 雁切 真砂人, Гепберн: Karikiri Masahito)
Сейю: Коніші Кацуюкі
Місцевий священик.
Шіорі Кобаякава (яп. 小早川 栞, Гепберн: Kobayakawa Shiori)
Сейю: Куґімія Ріе
Підозріло стримана маленька дівчинка, яку Ушіо рятує від утоплення.
Ака Хіруко / Хайне (яп. 別名ヒルコ / ヘイネ, Гепберн: Hiruko Aka)
Сейю: Куно Місакі
Богиня острова Хіруко-сама, мати всіх тіней.
Асака Ісоконе (яп. 磯ヶ根麻子, Гепберн: Isokane Asako) / Асако Кобаякава (яп. 小早川麻子, Гепберн: Kobayakawa Asako)
Найкраща подруга дитинства Хізуру, мати Шіорі.
Тацу Кобаякава (яп. 小早川達夫, Гепберн: Kobayakawa Tatsuo)
Батько Шіорі.

## Медіа

### Манґа
Манґу Літня пора написав та проілюстрував Ясукі Танака. ЇЇ публікували в цифровому журналі Shueisha Shōnen Jump+ з 23 жовтня 2017 року до 1 лютого 2021 року. Серія також була одночасно опублікована в додатку та на веб-сайті Manga Plus. Shueisha зібрав свої розділи в тринадцять окремих томів танкобон, випущених з 2 лютого 2018 року по 2 квітня 2021 року. Манґа буде опублікована англійською мовою компанією Udon Entertainment у шеститомному збірному виданні.

#### Список томів
| №  | Японською        | Японською              | Англійською    | Англійською            |
| №  | Дата виходу      | ISBN                   | Дата виходу    | ISBN                   |
| -- | ---------------- | ---------------------- | -------------- | ---------------------- |
| 1  | 2 лютого 2018    | ISBN 978-4-08-881339-4 | 1 червня 2022  | ISBN 978-1-77294-232-3 |
| 2  | 4 червня 2018    | ISBN 978-4-08-881554-1 | 14 червня 2022 | ISBN 978-1-77294-233-0 |
| 3  | 24 вересня 2018  | ISBN 978-4-08-881606-7 | 14 червня 2022 | ISBN 978-1-77294-234-7 |
| 4  | 4 грудня 2018    | ISBN 978-4-08-881654-8 | 2 серпня 2022  | ISBN 978-1-77294-235-4 |
| 5  | 4 лютого 2019    | ISBN 978-4-08-881753-8 | 6 вересня 2022 | ISBN 978-1-77294-236-1 |
| 6  | 2 травня 2019    | ISBN 978-4-08-881837-5 | 6 вересня 2022 | ISBN 978-1-77294-237-8 |
| 7  | 2 серпня 2019    | ISBN 978-4-08-882024-8 |                |                        |
| 8  | 4 жовтня 2019    | ISBN 978-4-08-882126-9 |                |                        |
| 9  | 4 січня 2020     | ISBN 978-4-08-882191-7 |                |                        |
| 10 | 13 травня 2020   | ISBN 978-4-08-882291-4 |                |                        |
| 11 | 4 серпня 2020    | ISBN 978-4-08-882403-1 |                |                        |
| 12 | 4 листопада 2020 | ISBN 978-4-08-882513-7 |                |                        |
| 13 | 2 квітня 2021    | ISBN 978-4-08-882612-7 |                |                        |

### Аніме
Про аніме адаптацію була оголошена в кінці 139-го та останнього розділу серії в лютому 2021 року. Пізніше було підтверджено, що це 25-серійний телесеріал. Продюсером серіалу є OLM, режисер ― Аюму Ватанабе, Хіроші Секо ― стежить за сценарієм серіалу, Мікі Мацумото розробляє персонажів, а Кусанаґі займається художнім оформленням. Кейічі Окабе, Рюічі Такада та Кейґо Хоаші створюють музику для MONACA. Прем'єра відбулася 15 квітня 2022 року на Tokyo MX, BS11 і Kansai TV.